# Stazione di Norwich
La stazione di Norwich (in inglese Norwich railway station) è la principale stazione ferroviaria di Norwich, in Inghilterra.